# Сельское поселение «Село Вознесенье»
Сельское поселение «Село Вознесенье» — муниципальное образование в составе Тарусского района Калужской области России.
Центр — село Вознесенье.

## Состав
В поселение входят 15 населённых мест:
- село Вознесенье
- деревня Асоя
- деревня Варваренки
- деревня Исаково
- деревня Козловка
- деревня Коломлино
- деревня Коханово
- деревня Левшино
- деревня Макарово
- деревня Парсуково
- деревня Парсуковский Карьер
- деревня Сушки
- деревня Шарапово
- деревня Ширяево
- деревня Яблоново

## Население
| 2010 | 2012 | 2013 | 2014 | 2015 | 2016 | 2017 |
| ---- | ---- | ---- | ---- | ---- | ---- | ---- |
| 528  | ↗548 | ↘537 | ↗546 | ↗554 | ↘545 | ↗556 |
| 2018 | 2019 | 2020 | 2021 |      |      |      |
| ↘553 | ↘550 | ↘538 | ↗566 |      |      |      |

Население сельского поселения составляет 528 человек .